# Acaena magellanica
Espèce
Classification phylogénétique
Acaena magellanica est une espèce de plantes à fleurs de la famille des rosacées. C'est une plante herbacée vivace originaire des îles subantarctiques de l'océan Indien et de l'île Macquarie dans l'océan Pacifique. Elle est commercialisée par les horticulteurs sous le nom de « lampourde de Magellan ». Il s'agit cependant d'un abus de langage car les lampourdes désignent habituellement des espèces du genre Xanthium de la famille des Asteraceae ; dans les deux cas les fruits forment des petites boules épineuses.